# Kid Muscle
(Canzone cantata da Kid prima di mangiare un piatto di karubi-don nell'edizione italiana e in quella originale giapponese)
Kid Muscle, il cui vero nome è Mantaro Kinnikuman (キン肉万太郎, Mantaro Kinniku), è un personaggio e protagonista della serie di manga e anime Ultimate Muscle, scritto e disegnato da Yoshinori Nakai e Takashi Shimada. Il suo nome viene spesso confuso con quello di Kinnikuman Taro. Nell'edizione americana (su cui si basa quella italiana) dell'anime il personaggio mantiene il suo nome proprio (anche se il suo cognome viene mutato da Kinniku a Kinnikuman), sebbene questo nome sia pronunciato solo una volta e tutti si rivolgano a lui con lo stage "Kid Muscle". Nella versione originale, Kid viene chiamato dagli amici con il diminutivo Manta mentre Meat si rivolge a lui con l'appellativo ''Nisei'' (traducibile con "Junior").
Nelle classifiche di preferenza pubblicate da Shōnen Jump, durante le sue apparizioni nell'anime, Kid si è sempre posizionato nella top ten, fra il quarto posto ed il terzo posto. Durante il terzo sondaggio, però, Kid ha avuto un calo classificandosi al tredicesimo posto. Nell'ultimo sondaggio è nuovamente tornato nella top ten al secondo posto.

## Il personaggio
In quanto erede della dinastia reale dei Kinnikuman, Kid indossa una maschera fin dalla nascita che gli copre il volto (non è mai stato visto senza di essa), lasciando solo un buco per il lungo ciuffo. Possiede una corporatura simile a quella del padre, ma indossa una tuta diversa. Tuttavia, in segno di rispetto per il padre e per la sua famiglia, Kid indossa alcune volte una identica a quella del padre. Durante la saga del Dream Tag, invece, Kid indossa una divisa di colore nera e bianca con strisce nere e rosse. A piccoli tratti il suo volto è stato mostrato, pare che sia, in realtà, molto meno buffo e ridicolo di quanto non lo sia con la maschera. Il naso tozzo e largo è in realtà normale, le labbra enormi sono in realtà sottili e la sua testa è piena di capelli castani come il suo ciuffo.
Caratterialmente Kid riprende lo stereotipo di molti eroi dei manga come Son Goku di Dragon Ball, Rufy di One Piece o il suo stesso padre, venendo presentato come il classico personaggio stupido, infantile e goloso, a differenza di questi, però, Kid dimostra in più occasioni di essere codardo e alquanto vile (sebbene questo aspetto della sua personalità venga progressivamente a mancare nel corso della serie). Dal padre ha ereditato il carattere pigro, fifone ed infantile, e spesso tende a fare lo spaccone contro i nemici. Esattamente come King Muscle è un Don Giovanni che tende facilmente a perdere la testa per tutte le ragazze carine, e a cercare di corteggiarle senza successo.
Il grande amore di Kid è la sua amica Roxanne (Rinko Nikaido nell'originale giapponese), una sua tifosa di cui è molto innamorato e figlia adottiva del primo amore di suo padre: miss Mary (Mari Nakaido). Come la madre nei confronti di King Muscle, anche Roxanne prova qualcosa per Kid in cui ripone molta fiducia malgrado la fifa e l'infatilità di quest'ultimo ed i suoi tentativi di attirarne l'attenzione senza successo. Il loro rapporto è praticamente identico a quello fra King Muscle e sua moglie Belinda.
Il suo piatto preferito è karubi-don, un piatto orientale a base di riso bollito con sopra del manzo (difatti nel doppiaggio italiano, basato sull'edizione americana, viene chiamato riso e manzo), che spesso Kid introduce cantando la canzone Karubi-don ondo accompagnata da un buffo balletto. In alcuni episodi la canzone viene usata anche per altri piatti come il sushi, variando le parole.

### Caratteristiche fisiche
Altezza: 176 cm
Peso: 83 kg

## Storia

### Ultimate Muscle
Kid è il figlio di King Muscle (Kinnikuman) e il principe del pianeta Muscle, perciò l'erede della potenza dell'Ultimate Muscle, la leggendaria forza dei sovrani del suo pianeta. Alla nascita gli è stata data una maschera identica a quella del padre: se questa maschera gli venisse tolta, dovrebbe rinunciare al wrestling per sempre. Vive sul Pianeta Kinniku fino all'età di quattordici anni, finché non viene reclutato per la Muscle League.
Tenta di sfuggire al suo destino, ma inutilmente e senza volerlo viene spedito sul pianeta Terra. Qui fa la conoscenza di Meat, maestro di suo padre, che tenta di istruirlo come si deve per prepararlo all'imminente scontro con la DMP (Demon Manufacturing Plant).
La DMP, scoperto che Kid sta per arruolarsi nella Muscle League invia Avversarius per sconfiggerlo. Kid, nonostante la sua paura, risveglia per la prima volta il potere dell'Ultimate Muscle e sconfigge Avversarius e Boaconda.

#### Gli scontri con la DMP e la Generazione X
Concluso lo scontro con Avversarius, Kid sconfigge suo padre e viene reclutato nella Nuova Generazione di Muscle League. Tornato sulla Terra affronta e sconfigge vari membri della DMP e della Generazione X tra cui degni di nota sono Dialbalik, Pampinator, Checkmate, Ghela del terrore, Roadrage,, Hydrazoa, e Mars, diventando il campione del pianeta Terra.

#### Il torneo survival delle lanterne
Tornato sul pianeta Kinniku, Kid viene a sapere che la sua potenza riguardo al suo Ultimate Muscle deve ancora aumentare, perciò viene mandato in un torneo survival contro tre avversari, i cui incontri si svolgono i tre diverse arene. Kid affronta e sconfigge prima Forcolossus, un robot gigante che cerca di persuaderlo a cedere alla rabbia, poi Hanzo, che riesce a sconfiggere tramite la Muscle Millennium, ed infine Bonecold, che ha rapito Minch, il padre di Meat. In questa occasione, Kid vince lo scontro e salva il padre di Meat, nonostante venga ferito molto gravemente.

#### 22º Torneo Ikimon Chojin
In seguito, Kid partecipa al 22º Torneo Ikimon Chojin, lo stesso torneo vinto due volte dal padre anni prima. Dopo le selezioni battendo El Nino, le quali si qualificano solo Kid, Jeager e Kevin Mask, accade però un disastro: durante una festa inaugurale prima del torneo vero e proprio, i Sei Velenosi, un gruppo che dopo la loro sconfitta ha deciso di infrangere il loro codice morale, irrompono rapendo Roxanne, Kiki e Trixie, poi lanciano alla Muscle League una sfida, ovvero un survival a turni a coppie, in cui per ogni incontro vinto liberano la ragazza.
Dopo la vittoria di Terry Kanyon e Jeager contro Protector e Dazz-Ling e quella di Dik Dik e Wally contro Mesiè French e Mesiè Chicks, tocca a Kid e Kevin sconfiggere gli ultimi due Jagg-Ed e il Barone Maximilian. In questa occasione, Kid affronta e sconfigge il Barone Maximilian in un durissimo combattimento, salvando così Roxanne.
Il giorno del torneo Kid deve affrontare prima Hollycess, poi Barrier Freeman, poi Ricardo, ed infine Kevin Mask, figlio di Robin Mask. Alla fine, nonostante sia diventato molto forte, nel manga viene sconfitto da Kevin, ma nel cartone animato utilizzando una nuova mossa "Gravità Muscle" riesce a vincere il torneo Ikimon Chojin.

#### Gli scontri con i Demon Seed
Dopo le 22° Olimpiadi Chojin, Kid, insieme a Mars, Barrierfreeman, Turbinsky (Illioukhine) e Kevin Mask, decide di diventare un Chojin di Luce e affronta i Demon Seed, dei Chojin che in origine erano deboli e goffi ma dopo aver ricevuto delle gemme magiche create da Satana sono diventati enormi e molto potenti. I guerrieri sono guidati dal ringiovanito Ashuraman, che ha rapito Meat per dare un corpo solido a Kyo no Shogun (entità simile ad Akuma Shogun).
Nel primo scontro, Kid affronta 4D, il guerriero della Costellazione, mentre nei successivi assiste impotente alla morte di molti dei suoi compagni di squadra.
Alla fine, Kid e Kevin Mask affrontano Ashuraman e Voltman. Dopo aver sconfitto quest'ultimo, Kid si ritrova a combattere da solo con Ashuraman, ma non riesce in nessun modo a sconfiggere l'Ultimate Ashura Buster di quest'ultimo. In seguito, approfittando di una distrazione di Ashuraman, Kid lo sconfigge con la Completa Muscle Gravity.
Dopo aver salvato Meat, riporta in vita tutti i compagni caduti con il Reborn Diamond.

#### Il Dream Tag
Kid, insieme alla nuova generazione della Muscle League, ritorna indietro nel tempo per fermare Lighting e Thunder, due Chojin, intenzionati a distruggere per sempre la vecchia e la nuova generazione di Muscle League.
Durante questa vicenda, Kid non si guadagna la simpatia di suo padre e della sua squadra, visto che fa cadere accidentalmente dalla Tournament Mountain la moglie di Robin, Alisa, mentre tentava di salvare il padre di Kevin Mask, insieme a Terry.
Per sconfiggere Lighting e Thunder viene organizzato un nuovo torneo a cui prende parte non solo Kid, ma anche suo padre e i compagni di quest'ultimo. All'inizio, Kid non riesce a trovare un partner per il torneo e, dopo i tentativi di convincere Wally Tasket (ormai corrotto da Neptuneman), decide di trovare il guerriero leggendario che protegge la Terra dal Akugyo Chojin, ma poco prima di saperne il nome, Kid utilizza la pagina su di lui nell'Enciclopedia Choujin (dove c'erano le informazioni su questo guerriero) come carta igienica.
Contemporaneamente, Kid fa la conoscenza di un ragazzo chiamato Chaos Avenir, grande appassionato di chojin (possiede una grande collezione di action figures) dotato di grandi abilità nel combattimento. Chaos sostiene di essere un normale essere umano anche se più avanti nella storia verrà confermato che è un chojin anche lui. Kid fa squadra con Chaos (che per poter partecipare al torneo che è vietato ai comuni umani si mette i panni di Kinnikuman Great) e il loro Tag Team si chiama Muscle Brothers Nouveau. Purtroppo Chaos muore e così Kid si ritrova senza un partner, e così si unisce a lui Kevin Mask che si offre volontario di aiutarlo a sconfiggere il duo Lighting e Thunder, e così Kid decide di allenarsi per imparare la Muscle Spark, e Kevin invece si mette le vesti di Kinnikuman Great per partecipare al torneo insieme a Kid.
Nel sanguinoso epilogo della saga Mantaro e Kevin riescono a sconfiggere Thunder e Lightning con una nuova tecnica tag, la "Muscle Kingdom", fusione della Muscle Spark e del Big Ben Edge.

## Karubi-don ondo
Karubi-don ondo è la canzone che Kid è solito cantare in quasi tutti gli episodi dell'anime, prima di mangiare il suo piatto preferito. È ispirata alla canzone sul gyūdon cantata da King Muscle nella serie Kinnikuman. La versione originale della canzone e quella americana (su cui si basa quella italiana) hanno una base musicale diversa.
Il testo originale della canzone recita:
mentre nella versione americana il testo è invece:
Nell'edizione italiana viene usato il testo seguente
Nel primo episodio, tuttavia, fu usato un adattamento differente:

## Gli incontri
- Titoli conquistati:
  - Studente del primo anno alla scuola Ercole[10]
  - Campione del pianeta Terra[15]
  - Vincitore del Torneo delle lanterne
  - Campione del  22º Torneo Ikimon Chojin (solo anime)[24]
- Totale incontri disputati: 19
- Totale incontri vinti: 19
- Totale incontri persi: 0
- Totale incontri pareggiati: 0

### Incontri nel manga
La seguente lista contiene solo i combattimenti presenti nel manga della serie di Ultimate Muscle.
| Risultato                    | Avversario        | Tecnica                                      |
| ---------------------------- | ----------------- | -------------------------------------------- |
| Vittoria/Sconfitta nel manga | Kevin Mask        | Muscle Gravity                               |
| Vittoria                     | Ricardo           | Muscle Millennium                            |
| Vittoria                     | Barrierfreeman    | Muscle Millennium                            |
| Vittoria                     | Hollywood Bowl    | Muscle Millennium                            |
| Vittoria                     | Barone Maximilian | Muscle Millennium                            |
| Vittoria                     | El Niño           | Kinniku Buster                               |
| Vittoria                     | Bonecold          | Muscle Millennium                            |
| Vittoria                     | Hanzo             | Muscle Millennium Lengths                    |
| Vittoria                     | Forkolossus       | Muscle Millennium                            |
| Vittoria                     | Mars              | Muscle Millennium                            |
| Vittoria                     | Hydrazoa          | Iroha Hell Tour                              |
| Vittoria                     | Road Rage         | Kinniku Buster                               |
| Vittoria                     | Ghela del terrore | Kinniku Buster                               |
| Vittoria                     | Checkmate         | Kinniku Buster                               |
| Vittoria                     | Pumpinator        | Kinniku Buster                               |
| Vittoria                     | Dial Bolic        | Mantaro Bomb (manga), Kinniku Buster (anime) |
| Vittoria                     | King Muscle       | Kinniku Driver                               |
| Vittoria                     | Boaconda          | Kinniku Buster                               |
| Vittoria                     | Avversarius       | Kinniku Buster                               |

### Incontri esclusivi nell'anime
La seguente lista contiene solo i combattimenti presenti nell'anime della serie serie di Ultimate Muscle. Nell'anime, Kid vince l'incontro con Kevin Mask, a differenza del manga.
| Risultato | Avversario        | Tecnica           |
| --------- | ----------------- | ----------------- |
| Vittoria  | Kevin Mask        | Muscle Gravity    |
| Vittoria  | Barone Maximilian | Muscle Millennium |
| Vittoria  | Barone Maximilian | Kinniku Buster    |
| Vittoria  | Jagg-Ed           | Kinniku Buster    |

### Incontri Tag
- Totale incontri tag:  4
- Totale incontri tag vinti: 4
- Totale incontri tag persi: 0

La seguente lista contiene solo i combattimenti tag presenti nella serie serie di Ultimate Muscle.
| Risultato | Avversario                                    | Partner      |
| --------- | --------------------------------------------- | ------------ |
| Vittoria  | Voltman                                       | Kevin Mask   |
| Vittoria  | Beefman, Curry Lou Thesz, Unnamed Bogus Rupin | Chaos Avenir |
| Vittoria  | Tenmusuman                                    | Chaos Avenir |
| Vittoria  | Itto Mask                                     | Chaos Avenir |

## Poteri innati
Kid possiede delle abilità eccezionali tipiche della sua razza: la guarigione dalle ferite avviene per lui più rapidamente rispetto ai terrestri e una velocità ed una forza sovrannaturale. Tuttavia è molto impacciato e dimostra maggiore impegno nei combattimenti solo durante i momenti di pericolo contro avversari estremamente pericolosi.
Kid ha ricevuto moltissimi allenamenti, prima di tutto da Alexandria Meat. Quest'ultimo gli ha insegnato ad essere un bravo lottatore e a rispettare gli avversari.
Kid possiede un'aura blu (come suo padre) quando risveglia l'Ultimate Muscle, ovvero l'abilità innata del clan Kinniku. Quando Kid risveglia l'Ultimate Muscle gli compare un segno rosso sulla fronte chiamato Niku (cosa che il padre possiede stabilmente) e incrementa notevolmente la forza e la velocità, cosa che gli permette di sconfiggere vari nemici presenti sul suo cammino. Tuttavia Kid non è in grado di controllare del tutto tale potere che si manifesta solo nelle situazioni di pericolo.

## Mosse
In quanto abitante del pianeta Kinniku, possiede uno stile di lotta molto simile a quello di suo padre, così come le tecniche e le mosse, identiche a quelle del padre.
- Butt Buster (Kinniku Buster in correzione nel doppiaggio italiano): è la mossa preferita di Kid Muscle. Viene utilizzata in tutti gli scontri di Kid, solitamente per finire gli avversari.[10] Verrà bloccata da Mars e poi da Kevin Mask.
  - Kinniku Burster 3.0: versione rovesciata della tecnica appresa dopo che Mars e Kevin Mask si dimostrano capaci di bloccare a Butt Buster.
- Kinniku Driver: è una mossa tramandata a Kid da suo padre, la utilizzerà proprio contro quest'ultimo per batterlo ed entrare così nella Muscle League. Verrà utilizzata anche nel secondo turno dei quarti di finale del 22º torneo Ikimon Chojin, ma nello stesso torneo verrà contrastata da Ricardo e Kevin Mask.
- Muscle Millennium: mossa appresa da Kid durante lo scontro con Mars della DMP. Durante il suddetto scontro Kid è costretto a inventare una nuova mossa, in quanto Mars ha imparato a contrastare tutte le mosse dei lottatori della Muscle League, riuscendo, inoltre, a padroneggiarle ed a migliorarle. Utilizzando la Muscle Millennium, Kid riesce poi a vincere l'avversario.[18] Nello scontro con Ricardo usa la Muscle Millennium contro le porte di apertura dello stadio senza usare le corde, poiché sono state tagliate da Ricardo.
  - Schiacciata Muscle Millennium: è la variante della Muscle Millennium. Kid, nello scontro con Hanzo, tenta di farla ma scopre che le corde sono state tutte tagliate, ma al secondo tentativo riesce ad utilizzare la tecnica.
- Barriera Muscle: un'altra delle tecniche apprese dal padre; viene utilizzata per la prima volta contro Kevin Mask, ma verrà letteralmente contrastata dalla Trivella Mask di Kevin.
- Gravità Muscle (nome originale Muscle Gravity): tecnica utilizzata prima da King Muscle e poi da Kid. Questa mossa viene utilizzata da quest'ultimo per la prima volta durante lo scontro con Kevin Mask nella finale del 22º torneo Ikimon Chojin, dopo che Kevin aveva spezzato la Kinniku Buster, la Kinniku Driver e la Muscle Millennium di Kid.
- Muscle Spark: una delle tre mosse supreme della famiglia Kinniku imparata dopo duri allenamenti per il match contro Lightning e Thunder.

I maggiori nemici di Kid sono Mars, Ricardo e Kevin Mask.

## Merchandise
È stato commercializzato anche diverso merchandise basato su Kid, incluse numerose action figures e videogiochi.